# Dubislav Gneomar von Natzmer
Dubislav Gneomar von Natzmer (1654 - 20 de abril de 1739) fue un Generalfeldmarschall prusiano y un confidente de la Casa de Hohenzollern.

## Familia
Natzmer nació en Gutzmin, Pomerania Ulterior, en el seno de una familia noble de ascendencia casubia con un origen en 1202. Era el hijo de Joachim Heinrich von Natzmer, el presidente del distrito de Schlawe, y de Barbara von Weyer. Los Natzmers de Pomerania eran conmemorados con los pueblos de Natzmershagen y Natzmersdorf cerca de Schlawe y Labes.
Natzmer se casó dos veces, la primera con Sophie von Wreech y después con Charlotte Justine von Gersdorff. Tuvo dos hijos varones de su segundo matrimonio, Carl Dubislav (m. 1737) y Heinrich Ernst (m. 1739). Ya que los dos hijos murieron antes que su padre, la rama pomerana de la familia Natzmer terminó después de la muerte de Dubislav en Berlín. Otras ramas de la familia poseían fincas a lo largo de Brandeburgo, Sajonia, y Silesia; diez miembros de la familia Natzmer sirvieron en la Cuarta Coalición contra Napoleón Bonaparte. Uno de los más estrechos amigos del emperador Guillermo I era Oldwig von Natzmer.

## Carrera militar
Después de entrar en el servicio holandés de joven, Natzmer se unió al ejército de Brandeburgo-Prusia en 1677 como teniente en el Escuadrón de Dragones de Élite del Oberstleutnant Joachim Ernst von Grumbkow. Natzmer tomó parte en el sitio de Stettin y en las otras batallas contra Suecia, en ocasiones como adjunto de Georg von Derfflinger. Promovido a Stabshauptmann en 1680, participó en la Gran Guerra Turca en 1686, después de lo cual el Elector Federico Guillermo lo nombró Generaladjutant.
Natzmer formó un nuevo regimiento de nobles alemanes conocido inicialmente como los Grands Mousquetaires y después como los Gensdarmes. Como Oberstleutnant, fue el primer comandante del regimiento. Sirvieron con las Provincias Unidas de la Casa de Orange contra el rey Luis XIV de Francia en la Guerra de Sucesión Española, haciendo campaña en Brabante, Luxemburgo y Flandes. Fue hecho prisionero durante la batalla de Höchstädt en 1703, pero fue liberado poco después. 
Promovido a Generalmajor, Natzmer lideró la caballería prusiana en la batalla de Blenheim, en la que fue gravemente herido. Antes de esta batalla, fue consultado por su excelente conocimiento del campo de batalla, que era el mismo que en la batalla de Höchstädt.
Sirvió con distinción como Generalleutnant en las batallas de Malplaquet y Oudenaarde. Natzmer recibió la Orden del Águila Negra en 1714 y fue promovido a General der Kavallerie después de la captura de Stralsund. En 1728 fue ascendido a Generalfeldmarschall prusiano.

## Conexiones con la monarquía
Natzmer, quien convirtió al rey Federico Guillermo I de Prusia al 
Pietismo, apoyó a los Pietistas en su intento de librar al ejército de vicios, como la bebida, el juego y los burdeles.
Después de la fracasada huida de su padre del Príncipe de la Corona Federico, Natzmer recibió la orden de apresar al amigo de Federico y conspirador Hans Hermann von Katte. Dudando de retener al joven, concedió a Katte tres horas para quemar cualquier documento incriminatorio y escapar. Frustrado por la procratinación de Katte incluso con la ventana de tiempo extra, Natzmer arrestó a su pesar el acusado, a quien Federico Guillermo I finalmente sentenció a muerte. Cuando el furioso rey consideró ejecutar a Federico, Natzmer estuvo entre sus consejeros quienes aconsejaron clemencia.
Mientras estuvo en Küstrin en 1731, Federico escribió a Natzmer una carta en la que postulaba la anexión de la Prusia Real polaca con el propósito de conectar Prusia Oriental con la Pomerania prusiana; Federico el Grande después crearía Prusia Occidental del territorio obtenido después de la Primera Partición de Polonia en 1772. 